# Corografia Brazilica
A Corografia Brazilica ou Relação histórico-geografica do Reino do Brazil, do padre Manuel Aires de Casal, foi a primeira corografia impressa no Brasil, no ano de 1817.

## Descrição
A "Corografia" (descrição histórico-geográfica de um lugar) é uma obra clássica da bibliografia brasiliana onde se imprimiu pela primeira vez a Carta de Pero Vaz de Caminha. Anunciada pela primeira vez na Gazeta do Rio de Janeiro em 1815, onde se fazia apelo aos subscritores, foi impressa com dificuldade, paga pelo seu autor, chegando mesmo a haver uma queixa escrita pelo Pe. Joaquim Damazo, director da Biblioteca Pública, pela demora e falta de interesse na publicação da obra. Compõe-se de dois volumes e faz uma descrição de todo o território brasileiro, descrevendo cada província e vilas nelas existentes, partindo de uma divisão regional de acordo com as bacias fluviais. Cada um dos volumes tem um índice alfabético onde predominam termos de origem indígena, no qual parece ter colaborado Luís Joaquim dos Santos Marrocos.
Transcrevendo Varnhagen, Inocêncio escreve: "a Corografia Brasilica e o nome de Ayres de Casal hão de passar aos seculos mais remotos pelas preciosas notícias geographicas que a obra encerra, pelo método e clareza do corógrafo escritor, e até por uns tantos erros, principalmente históricos, que cometeu".
O autor, de cuja biografia pouco se sabe, dedicou a obra ao rei D. João VI, que, em razão da invasão napoleônica em Portugal, transferira toda a Corte para o Brasil, trazendo consigo a Imprensa Régia.

## Características
Dividido em dois volumes, a Corografia faz uma descrição de todo o país: relaciona cada Província e, para cada uma, refere as vilas nela existentes. Sua obra divide do território brasileiro em regiões de acordo com as bacias fluviais, utilizando o curso dos rios.
Aires de Casal escreveu Corografia Brazílica nos moldes de uma geografia clássica, fundamentada em descrições e inventários que foram publicados pela Imprensa Régia em 1817. Caio Prado Júnior observa que, na verdade, Aires de Casal ocupava uma posição mais de compilador e relator de acontecimentos, sem emitir observações críticas, pois utilizava para o seu trabalho textos preexistentes. Para falar dos indígenas, por exemplo, Aires de Casal utilizou um texto escrito por Jerônimo Osório em 1571, e este jamais estivera no Brasil; outro texto utilizado por ele foi o de Santa Rita Durão, para descrever os frutos brasileiros. Aires de Casal chegou a considerar o peixe-boi como um peixe, o morcego como uma ave e colocou os indígenas entre os animais. Ao que tudo indica, Aires de Casal escreveu sua Corografia Brazilica sem realizar nenhuma viagem de estudo e observação.

## Excerto
Conservando a ortografia original, um pequeno trecho do segundo volume:
"Nº XII - PROVINCIA DA BAHIA
ESTA Provincia, que comprehende quazi todo o terreno da antiga Capitania do seu nome com a dos Ilhéos, confina ao Norte com a de Seregipe d'El-Rey, e com a de Pernambuco; e ao Meio-dia com as de Porto Seguro, e Minas-Geraes; ao Poente tem a mencionada de Pernambuco, da qual he separada pelo rio de S. Francisco; e ao Oriente o mar Oceano. Estende-se do parallelo de déz gráus de latitude austral athé o de quinze e quarenta minutos; vindo a ter pouco menos de cento e quinze leguas de comprimento Norte-Sul com largura proporcionada."